# 仙台市立吉成中学校
仙台市立吉成中学校（せんだいしりつ よしなりちゅうがっこう）は、宮城県仙台市青葉区吉成一丁目にある公立中学校である。

## 概要
吉成団地、中山吉成団地の人口増にともない旧仙台市の中学校への越境通学していた吉成地区に旧宮城町立の中学校を設置することとなり、新設の吉成中学校が開校した。

## 沿革
- 1980年 （昭和55年）4月1日 - 仙台市立第一中学校、仙台市立中山中学校より分離して開校（宮城町立吉成中学校として）

当時吉成地区は宮城町のため仙台市への越境通学だった。
- 1987年（昭和62年）11月1日 - 仙台市立吉成中学校に改称（宮城町が仙台市に吸収合併のため）
- 1992年（平成4年）4月1日 - 仙台市立南吉成中学校が吉成中学校より分離、開校する。
- 2008年（平成20年）6月 - 東北福祉大学せんだんホスピタルに院内学級を設立。

## 学区
仙台市立吉成小学校と同じ学区となる。

## 所在地
- 仙台市青葉区吉成一丁目12番1号

## 有名出身者
- 佐藤利香（卓球・女子全日本選手権優勝、元五輪代表)